# Vuoskujärvi (Gällivare socken, Lappland, 746616-168117)
Vuoskujärvi är en sjö i Gällivare kommun i Lappland och ingår i Kalixälvens huvudavrinningsområde. Sjön har en area på 0,624 kvadratkilometer och ligger 459 meter över havet. Vuoskujärvi ligger i Sjaunja Natura 2000-område.

## Delavrinningsområde
Vuoskujärvi ingår i det delavrinningsområde (746640-168035) som SMHI kallar för Utloppet av Vuoskujärvi. Medelhöjden är 461 meter över havet och ytan är 3,13 kvadratkilometer. Det finns inga avrinningsområden uppströms utan avrinningsområdet är högsta punkten. Vattendraget som avvattnar avrinningsområdet har biflödesordning 4, vilket innebär att vattnet flödar genom totalt 4 vattendrag innan det når havet efter 276 kilometer. Avrinningsområdet består mestadels av skog (14 procent) och sankmarker (66 procent). Avrinningsområdet har 0,62 kvadratkilometer vattenytor vilket ger det en sjöprocent på 19,9 procent.